# アピプー・サントーンパナウェイ
アピプー・サントーンパナウェイ（タイ語: อภิภู สุนทรพนาเวศ、1986年7月18日 - ）は、タイ王国のサッカー選手。元タイ王国代表。ポジションはMF。バス（タイ語: บาส）の愛称でも知られている。

## クラブ歴
2006年、オーソットサパーFCのトップチームに昇格。AFCチャンピオンズリーグ2007のグループステージでは4得点の活躍を見せた。2009年から2010年にかけてプロヴィンシャル・エレクトリック・オーソリティーFCに在籍した後再びオーソットサパーに復帰した。2017年よりPTTラヨーンFCに移籍。

## 代表歴
U-23代表として東南アジア競技大会に2007年大会と2009年大会の2回出場している。
A代表としては2011年8月24日のシンガポール代表との親善試合で初出場した後、同年11月11日に行われた2014 FIFAワールドカップ・アジア3次予選のサウジアラビア代表戦に35分間出場した。代表初得点は翌年11月14日のブータン代表戦でこの試合で彼はハットトリックを達成した。また、2012 AFFスズキカップにも出場しミャンマー代表からヘディングで得点を奪った。

## 個人成績
2016年4月3日現在
| タイ王国代表 | タイ王国代表 | タイ王国代表 |
| 年           | 出場         | 得点         |
| ------------ | ------------ | ------------ |
| 2011         | 2            | 0            |
| 2012         | 9            | 4            |
| 2013         | 3            | 0            |
| 計           | 14           | 4            |

代表での得点一覧
| #  | 日附           | 場所                                     | 対戦相手   | 得点 | 結果 | 大会                 |
| -- | -------------- | ---------------------------------------- | ---------- | ---- | ---- | -------------------- |
| 1. | 2012年11月14日 | バンコク・タイ・ジャパニーズ・スタジアム | ブータン   | 1–0  | 5–0  | 親善試合             |
| 2. | 2012年11月14日 | バンコク・タイ・ジャパニーズ・スタジアム | ブータン   | 2–0  | 5–0  | 親善試合             |
| 3. | 2012年11月14日 | バンコク・タイ・ジャパニーズ・スタジアム | ブータン   | 3–0  | 5–0  | 親善試合             |
| 4. | 2012年11月27日 | バンコク・ラジャマンガラ・スタジアム     | ミャンマー | 2–0  | 4–0  | 2012 AFFスズキカップ |

## タイトル
タイU-23
- 東南アジア競技大会: 2007